# Bradleystrandesia obliqua
Bradleystrandesia obliqua är en kräftdjursart som först beskrevs av Brady 1868.  Bradleystrandesia obliqua ingår i släktet Bradleystrandesia och familjen Cyprididae. Inga underarter finns listade.